# Kerk van Obergum
De kerk van Obergum, ook wel Nicolaaskerk genoemd, is een middeleeuwse kerk in Obergum, het dubbeldorp van het Groningse Winsum. Het kerkhof ligt ten noorden van de kerk en is in de loop der eeuwen als gevolg van begravingen opgehoogd tot ongeveer een halve meter boven de kerkvloer. 

## Kerkelijke gemeente
Het kerspel Obergum viel oorspronkelijk onder de proosdij van Baflo binnen het bisdom Münster. Het kerspel wordt voor het eerst genoemd in een 15e-eeuws decanaatsregister. In 1726 werd Maarhuizen (officieel, officieus al eerder) toegevoegd aan de kerkelijke gemeente en in 1811 Ranum. Het collatierecht van de kerk was lange tijd in handen van de familie Van Nijeveen van de borg De Brake. Midden 19e eeuw vererfde dit recht op Mello Sichterman, die het echter meestal aan de kerk zelf overliet. In 1911 werd het recht afgekocht. In 1966 fuseerde de gecombineerde gemeente Obergum-Ranum-Maarhuizen met de kerk van Winsum tot hervormde gemeente Winsum-Obergum, waarop het kerkgebouw van Obergum in 1970 werd afgestoten. In 2010 ging deze gemeente samen met de gereformeerde kerk op in de protestantse gemeente Winsum-Obergum. In 2016 fuseerde deze gemeente met de protestantse gemeente Halfambt (Eenrum, Den Andel, Westernieland en Saaxumhuizen) tot protestantse gemeente Winsum-Halfambt.

## Kerk

### Bouwgeschiedenis
De kerk zelf werd (mogelijk in de eerste helft) van de dertiende eeuw gebouwd als zaalkerk. De westelijke romaanse traveeën van het schip met de aanzetten van muraalbogen en gordelbogen dateren uit deze bouwperiode. In de veertiende eeuw werd bij de kerk een losstaande toren gebouwd. In de vijftiende eeuw werd het schip verlengd naar het oosten met een triomfboog en een driezijdige koorsluiting, waarbij de toren met de kerk werd verbonden. Onder het koor liggen drie grafkelders, waarvan een met een overwelving en een toegangstrap, een vierkante en een eenpersoonsgrafkelder. Bij deze verbouwing werd waarschijnlijk gebruik gemaakt van afbraaksteen van de vroegere gewelven van het oorspronkelijke schip. In de kerktoren hangt een luidklok uit 1948 die een oudere klok uit 1899 vervangt die in de Tweede Wereldoorlog werd geroofd door de Duitse bezetters.
In de 17e eeuw werden vermoedelijk de bestaande vensters in de zuidmuur vergroot. Ook werd aan het begin van die eeuw het huidige torenuurwerk geplaatst.
Van eind 18e tot begin 19e eeuw werd de kerk sterk verbouwd. Daarbij werden de vensters in de zuidgevel van het schip vergroot om deze gelijk te maken aan de vensters in het koor. De toren kreeg in 1790 een nieuwe toegang ter vervanging van de bestaande toegang tussen schip en toren. In het tussenlid tussen toren en schip werd een portaal aangebracht onder de galerij. De zuidgevel van de toren kreeg een nieuwe beklamping en er werden nieuwe topgevels geplaatst. De eigenaren van de borg De Brake voorzagen de kerk in die periode ook van nieuw meubilair, zoals een kansel in Lodewijk XVI-stijl (1780), avondmaalstafel (1790) en kerkbanken. In 1844 werd de kerk opnieuw verbouwd, waarbij mogelijk de oude kap plaats moest maken voor een jufferkap en een houten tongewelf werd aangebracht. Nadat in 1905 een orgel was geplaatst, werd in 1913 een venster in de zuidgevel gemaakt om meer licht te krijgen op orgeltribune. In de jaren daarna werden neogotische vensters geplaatst in de noordgevel en werden de grafzerken en plavuizen in het middenpad vervangen door dubbel hard gebakken tegels met een geometrisch motief. Mogelijk in de jaren 1950 werd fel gekleurd glas geplaatst in de ramen.

### Restauratie

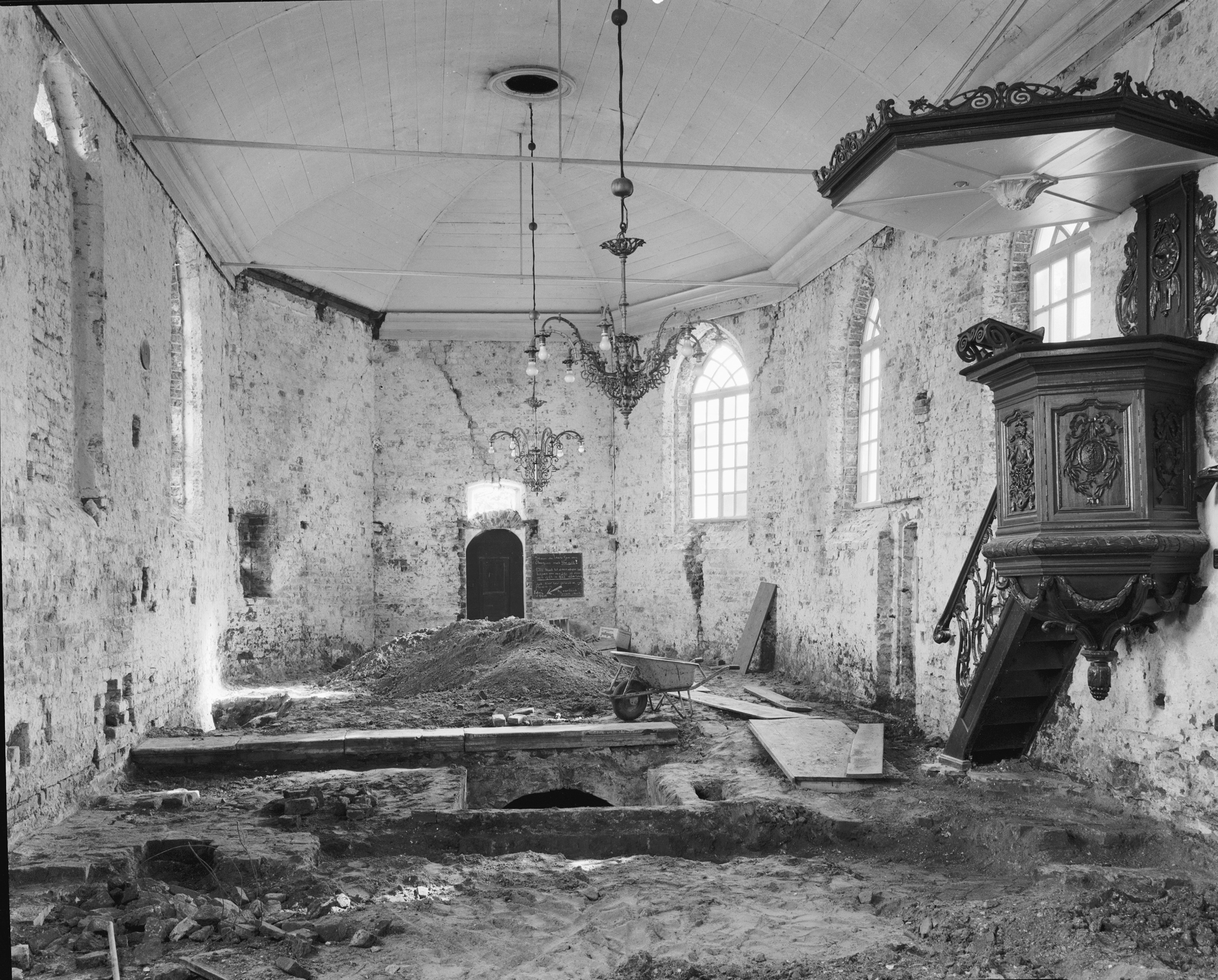
Het interieur na de start van de restauratie (1964)

In 1964 startte de armlastige kerkelijke gemeente in afwachting van een rijkssubsidie een restauratie onder leiding van architect Klaas Olsmeijer, onder wiens leiding het meubilair werd verwijderd, de vloeren werden opengebroken en de muren werden afgebikt om zo meer over de bouwhistorie te weten te komen. Het restauratieplan werd echter afgekeurd door het Rijk, waarop door een fusie met de kerk van Winsum en onduidelijkheden over de plaatsing van het orgel de werkzaamheden werden stilgelegd in afwachting van voldoende gelden. In tussentijd verviel de kerk. De kap van kerk en toren en de balken boven in de toren bleken vervolgens geheel verrot. Ook werden delen van de preekstoel (de wapens op de panelen van de kuip en de met houtsnijwerk versierde baretknop) gestolen, dan wel vernield. Ook het opzetstuk met wapens van de herenbank verdween in deze periode.
De kerk vormde een van de redenen van de oprichting van de Stichting Oude Groninger Kerken. Na haar oprichting werd de kerk een jaar later in 1970 overgedragen, waarop Olsmeijer de restauratie in 1971 voltooide. Deze restauratie was zeer rigoureus: De focus lag meer op reconstructie, dan op conservering. De teruggevonden funderingsresten van de bogen werden als afwijkende voegen in de vloer opgenomen en de beide oorspronkelijke romaanse ingangen werden als moeten in het zicht gelaten. Een spitsboognis en de dichtgemetselde toegangen in de noord- en zuidmuur van het tussenlid werden echter weggerestaureerd. De grafkelders onder het koor werden overdekt met een betonvloer, waarboven de grafzerken werden geplaatst. De zuidwestmuur van het tussenlid werd volledig opnieuw opgetrokken, waarbij een bestaande spleetvormige nis en kleine steunbeer werden verwijderd. De houten vensterroeden werden vervangen door niet oorspronkelijk aanwezige stenen vorkroeden met glas-in-loodramen. De bestaande toegang in de oostmuur van het koor werd dichtgemetseld en het priesterpoortje in het koor werd hersteld. Een aantal gotische vensters in de noordmuur werden vervangen door romaanse vensters naar voorbeeld van een teruggevonden venster, terwijl een ander voor de plaatsing van een herenbank dichtgemetseld gotisch venster weer werd opengemaakt. Het tongewelf werd vervangen door een blauw geschilderde vlakke balkenzoldering, waarbij de balken werden verplaatst. De gietijzeren kroonluchters werden vervangen door een light track met schijnwerpers (later weer vervangen door lampenkappen). De geplande ontmanteling van de toren werd niet uitgevoerd, waardoor de latere beklamping behouden gebleven is. Wel werden spaarvelden aangebracht in de bovenste muurvlakken van de west- en zuidgevel naar voorbeeld van die in de noord- en oostgevel. De bestaande galerij werd deels verwijderd voor het weer kunnen openen van de spitsboog naar de toren. Het orgel werd vervangen door een kabinetorgel in het koor. Bijna al het meubilair uit de 18e en toevoegingen uit de 19e eeuw verdwenen bij de restauratie uit de kerk. Zo werd de herenbank al in 1964 ontmanteld en verbrand. Alleen de avondmaalstafel uit 1790 en delen van de preekstoel uit 1780 (deels hersteld) bleven behouden. De kerkbanken werden vervangen door stoelen.

### Latere ontwikkelingen
In de jaren 1980 werden enkele voorzieningen geplaatst voor de lokale gereformeerde kerkgemeente, die toen gebruik maakte van de kerk.
Plannen van de stichting om de kerk in 2018 te verbouwen door een hedendaagse uitbouw (voor een nieuw toilet en nieuwe keuken) en een terras naast de kerk te plaatsen en een verdieping in het schip te bouwen met een trap naar de zolder werden na bezwaren van omwonenden en de historische kring geblokkeerd door de Rijksdienst voor het Cultureel Erfgoed, die met name de uitbouw en het terras niet zag zitten, waarna de gemeente Winsum de vergunning voor de verbouwing introk.

## Orgel
Het kabinetorgel in de kerk is omstreeks 1770 vervaardigd door de orgelbouwer Hendrikus Hermanus Hess. Na diverse omzwervingen is het gerestaureerd door de firma Bakker & Timmenga en in 1971 in de kerk van Obergum geïnstalleerd. Het Martin Vermeulen-orgel dat hier sinds 1905 stond, werd gesloopt, waarna het pijpwerk en de windlade in 1975 werden verwerkt in een nieuw orgel voor de kerk van Noordhorn.

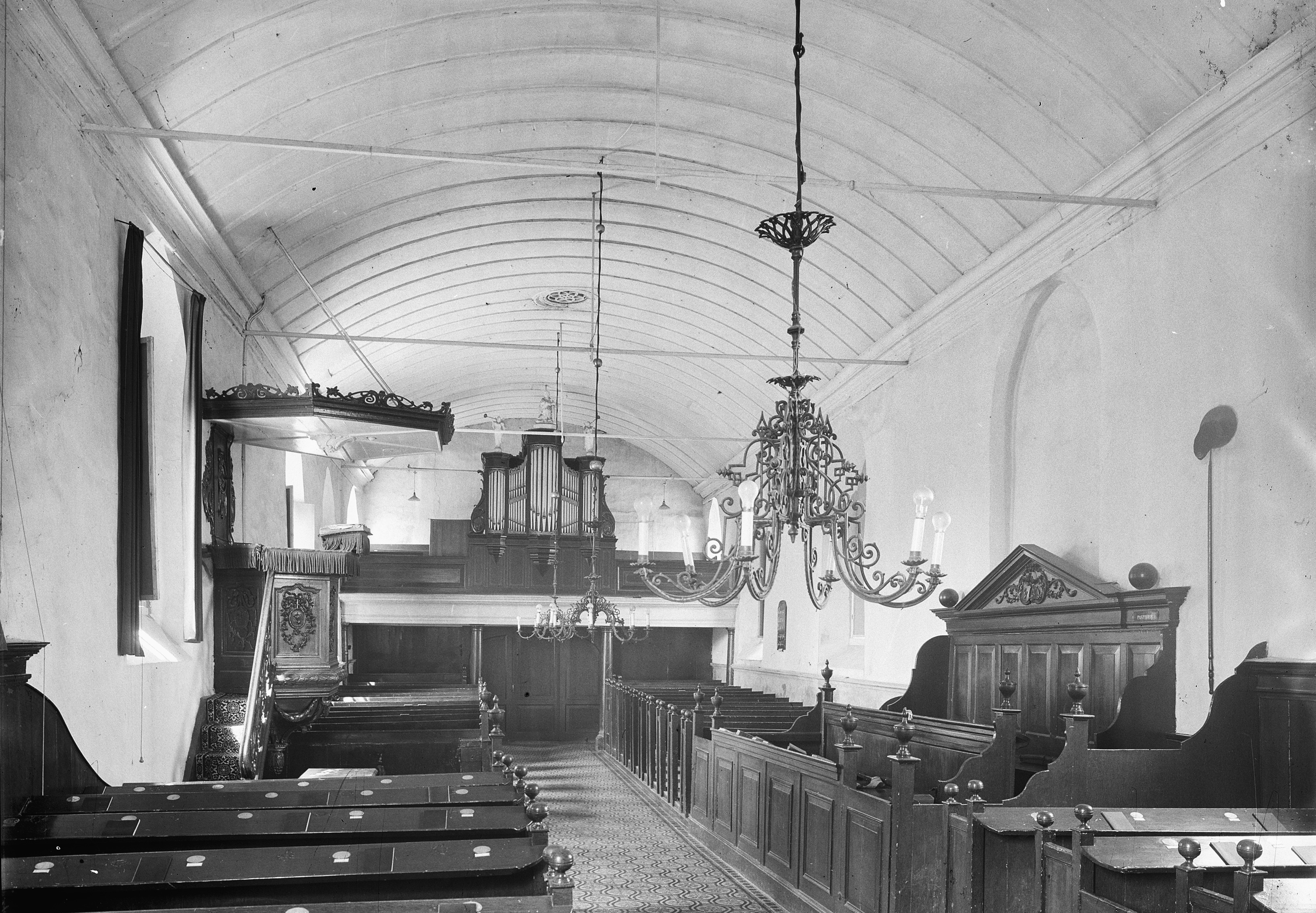
Het kerkinterieur vóór de verbouwing (1941) met de preekstoel, herenbank, galerij met Martin Vermeulen-orgel en kerkbanken
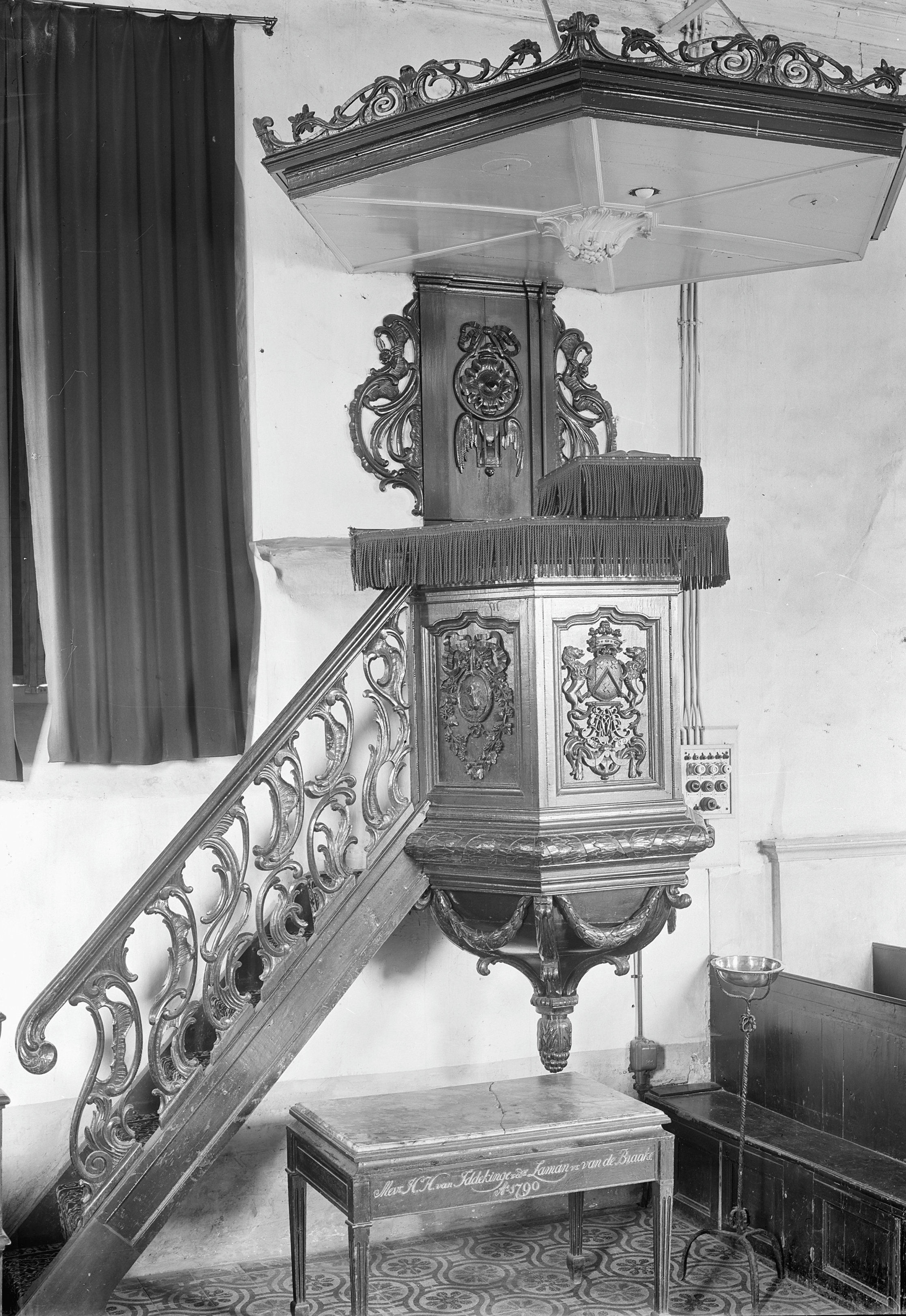
De nog intacte preekstoel voor de restauratie (1941)
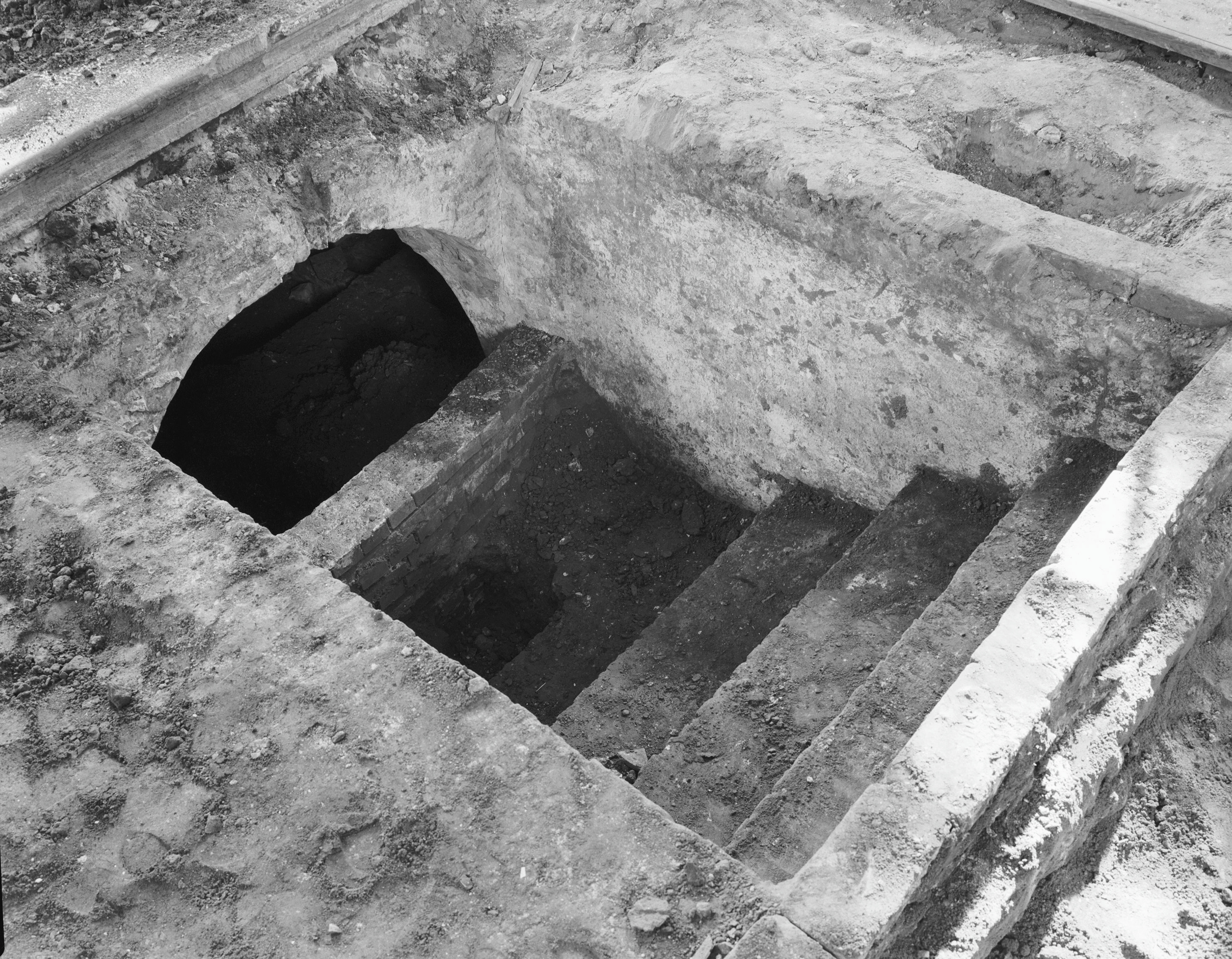
Grafkelder met toegangtrap tijdens de restauratie (1964)
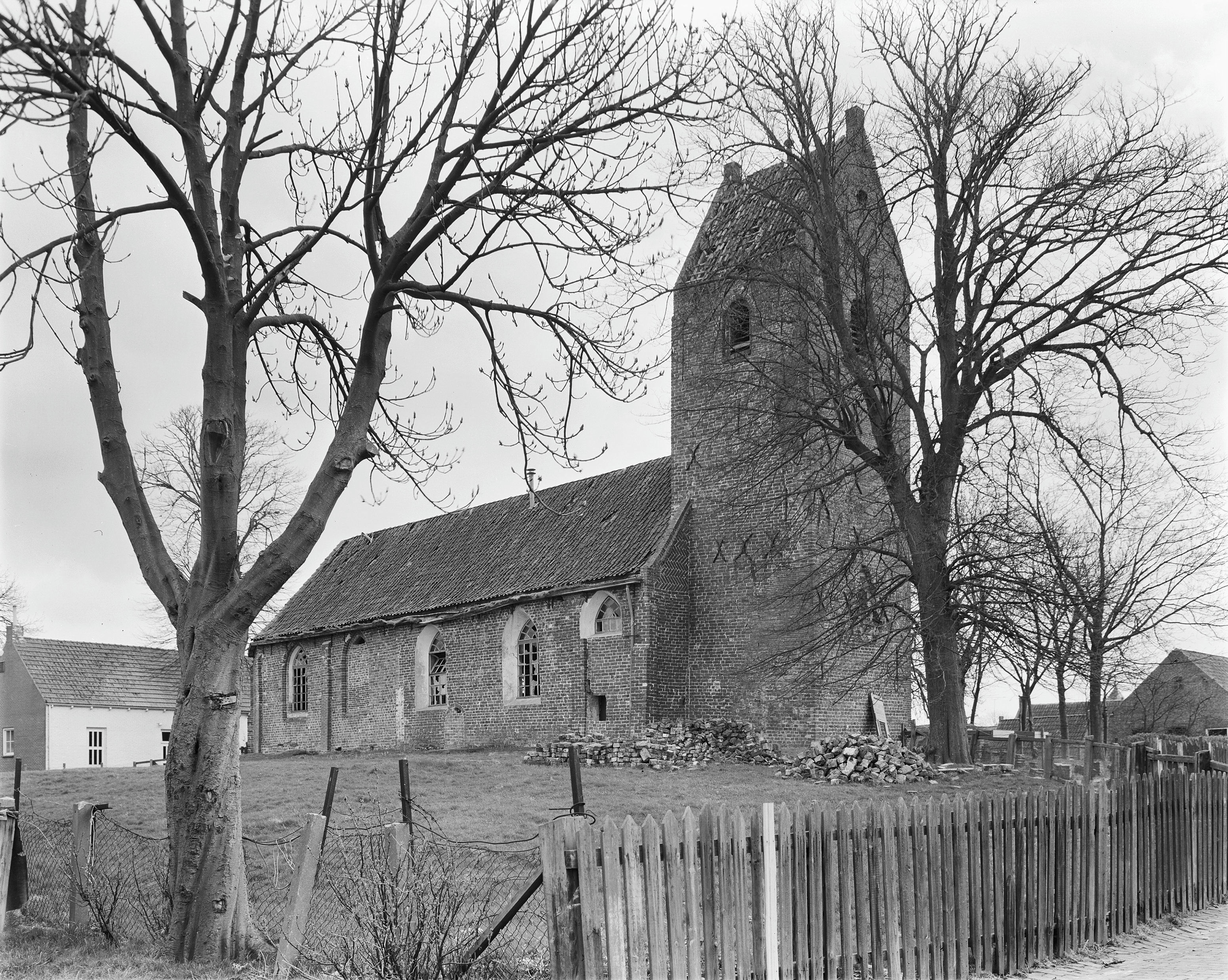
Buitenaanzicht voorafgaand aan de tweede fase van de restauratie (1969)
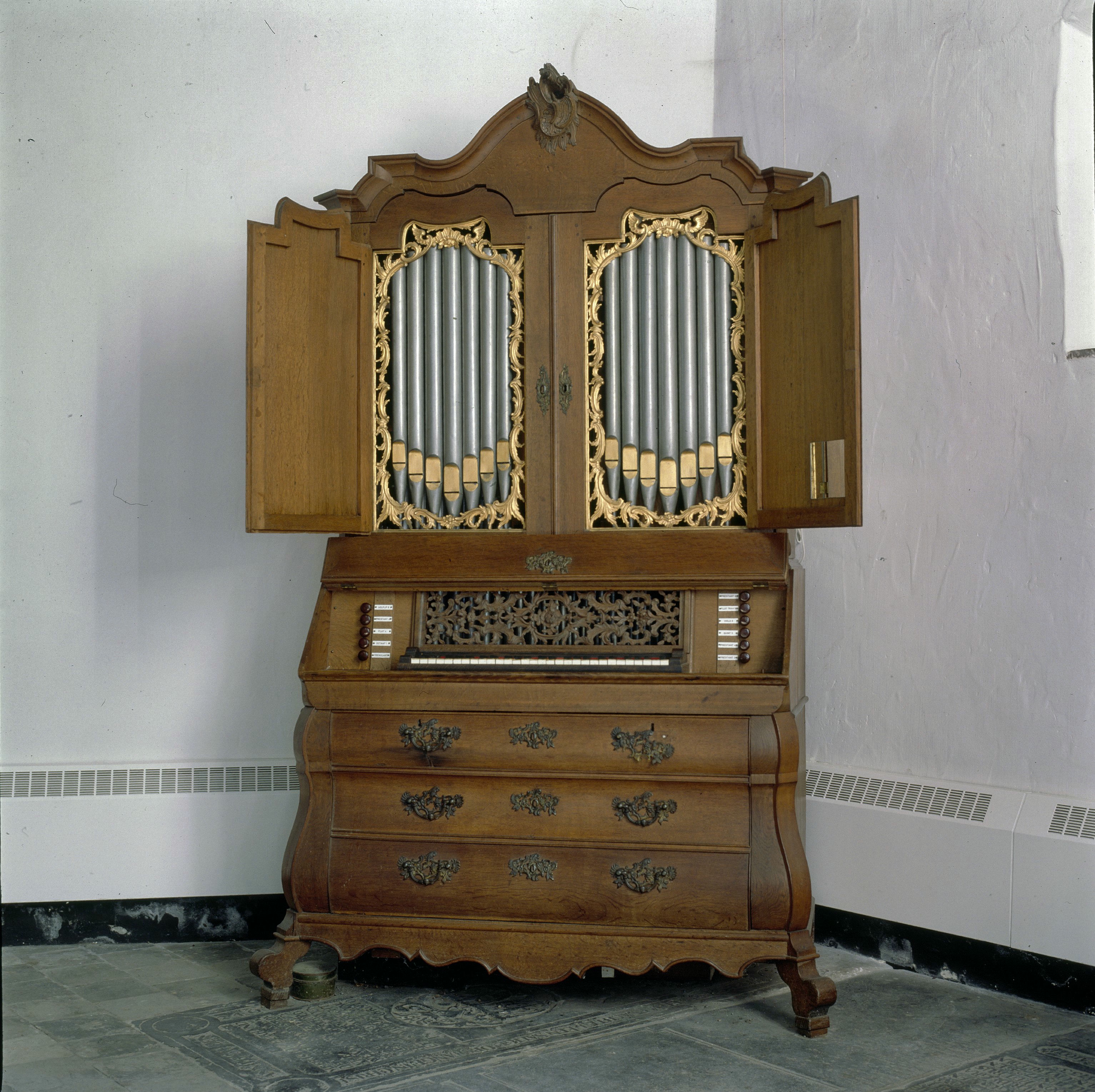
Het 18e-eeuwse kabinetorgel van Hess